# Patrick Bonner
Patrick Joseph ("Packie") Bonner (Burtonport, 24 mei 1960) is een voormalig Ierse voetbaldoelman.

## Clubcarrière
Bonner speelde in de jeugd bij Leicester City, waarna hij in 1978 aan de slag ging bij de Schotse voetbalgrootmacht Celtic in Glasgow. Daar kwam hij tot een totaal van 483 competitieduels.

## Interlandcarrière
Bonner nam met Ierland in 1994 deel aan het wereldkampioenschap. De Ierse selectie bereikte er de achtste finales en werd door Nederland uitgeschakeld. Ierland verloor met 2-0 na een memorabel doelpunt van Wim Jonk. Zijn doelpunt was bijna een kopie van een eerdere goal die hij maakte tegen Saoedi-Arabië. Tijdens Nederland-Ierland schoot Jonk van ver, Bonner ving de bal op, maar die glipte uit zijn handen de goal in, waardoor Nederland won.
In totaal speelde Bonner tachtig interlands voor Ierland. Hij maakte zijn debuut onder leiding van bondscoach Eoin Hand op 24 mei 1981 in de vriendschappelijke uitwedstrijd tegen Polen (3-0). Zijn tachtigste en laatste interland volgde op zaterdag 15 juni 1996 tijdens de strijd om de US Cup in de Verenigde Staten. In het duel tegen Bolivia (3-0) verving hij Shay Given na 85 minuten.

## Technisch directeur
Na zijn carrière was Bonner actief als voetbalverslaggever op TV3. Hierna ging hij aan de slag als keeperstrainer bij de Ierse nationale ploeg. In 2003 promoveerde hij tot technisch directeur van de Ierse voetbalbond.